# Numeral (linguística)
Numeral é uma classe gramatical de palavras que indicam diretamente uma quantidade de elementos, ou, indiretamente, por estrutura de ordem. 
A indicação *direta* define o numeral *cardinal*, a *indireta* (estrutura de ordem) define o numeral *ordinal*. Numerais podem ter valor substantivo (ao desempenharem, na estrutura frasal que integram, o equivalente a um substantivo: numerais substantivos), bem como valor adjetivo (ao desempenharem, na estrutura frasal que integram, o equivalente a um adjetivo: numerais adjetivos). Numerais são palavras flexíveis ou variáveis e, pois, flexionam ou variam em número e em gênero.

## Classificação dos numerais e seus exemplos
Os numerais podem ser classificados como cardinal, coletivo, ordinal, multiplicativo, fracionário, partitivo e romano.

### Numerais cardinais
Os números cardinais são palavras que indicam a quantidade e contagem precisa e absoluta de algo, sendo, portanto, a forma mais básica de expressar os numerais. Tais como: um, dois, três, quatro, cinco, seis, sete, oito, nove, dez, etc.
Exemplos: 
Compareceram à festa somente catorze pessoas.
Somos amigos! Podemos correr os dois atrás do gato!
Fui à padaria comprar dez pães.

### Numerais coletivos
Os numerais coletivos são aquelas palavras que designam uma quantidade específica de um conjunto de seres ou objetos. São termos variáveis em número e invariáveis em gênero. 
Dúzia(s), dezena(s), milheiro(s) ou milhar(es), centena(s), par(es), década(s).

### Numerais multiplicativos
Os numerais multiplicativos são aqueles que indicam uma quantidade equivalente a uma multiplicação (uma duplicação, uma triplicação, etc.). Tais como: duplo ou dobro, triplo, quádruplo, quíntuplo, sêxtuplo, sétuplo, óctuplo, nônuplo, décuplo, undécuplo, duodécuplo, cêntuplo.
Exemplos: 
O vovô tem o quíntuplo de minha idade.
Hoje faremos o triplo de exercícios.
Às vezes, as palavras possuem duplo sentido.
A indústria produz hoje mais de undécuplo do que produzia no passado.

### Numerais ordinais
Os numerais ordinais são aqueles que indicam a ordenação ou a sucessão numérica de seres e objetos. Indica a ordem ou posição ocupada por um ser numa determinada série: primeiro, segundo, terceiro, quarto, quinto, sexto, sétimo, oitavo, nono, décimo, etc.
Exemplos:
No concurso, ela foi a octogésima colocada.
Recebeu os seus primeiros presentes agora mesmo.
Dumas está completando seu primeiro aniversário.
Hoje é a primeira vez que eu como esta torta.

### Numerais fracionários
Os numerais fracionários são aqueles que passam a ideia de parte de algo, fração. Indica uma fração ou divisão: meio ou metade, terço, quarto, quinto, sexto, sétimo, oitavo, nono, décimo, onze avos, etc.
Exemplos:
Apenas um quarto da classe veio à escola.
Eram seres fabulosos da mitologia grega, metade homem e metade cavalo.
Um terço do bolo por favor.
Também indicam a divisão de seres e objetos, sendo os exemplos mais notáveis as instruções de receitas:
Ponha 1/4 xícara de açúcar na massa.

### Numerais romanos
Geralmente os numerais romanos são usados para marcar o século em que se passa uma data histórica. São 7 símbolos que representam os números romanos: I (1), V (5), X (10), L (50), C (100), D (500), M (1000).
Para ser formado um número romano é necessário fazer as combinações corretas, sempre em ordem decrescente.
Exemplos:
{\displaystyle {\text{MDXXXII}}} (1532, 1000 + 500 + 30 + 2).
Cada letra só se pode repetir três vezes, porém é desnecessário, por exemplo, usar duas vezes a letra D, uma vez que repetida daria mil, M.
Para fazer um número menor que uma letra, quando ele for impossível com outras combinações, podemos pôr uma letra na frente para diminuir a segunda letra.
Exemplos:
{\displaystyle {\text{XC = 90}}} (ou seja, 100 - 10).
Quando for colocado um traço horizontal em cima da letra, o valor correspondente à letra é multiplicado por mil. Dois traços multiplicam o valor por um milhão (1000 x 1000) e assim sucessivamente.
Exemplos:
{\displaystyle {\bar {V}}=5.000}
{\displaystyle {\bar {X}}=10.000}
{\displaystyle {\bar {L}}=50.000}
{\displaystyle {\bar {C}}=100.000}
{\displaystyle {\bar {D}}=500.000}
{\displaystyle {\bar {M}}=1.000.000}